# Leon Konopka

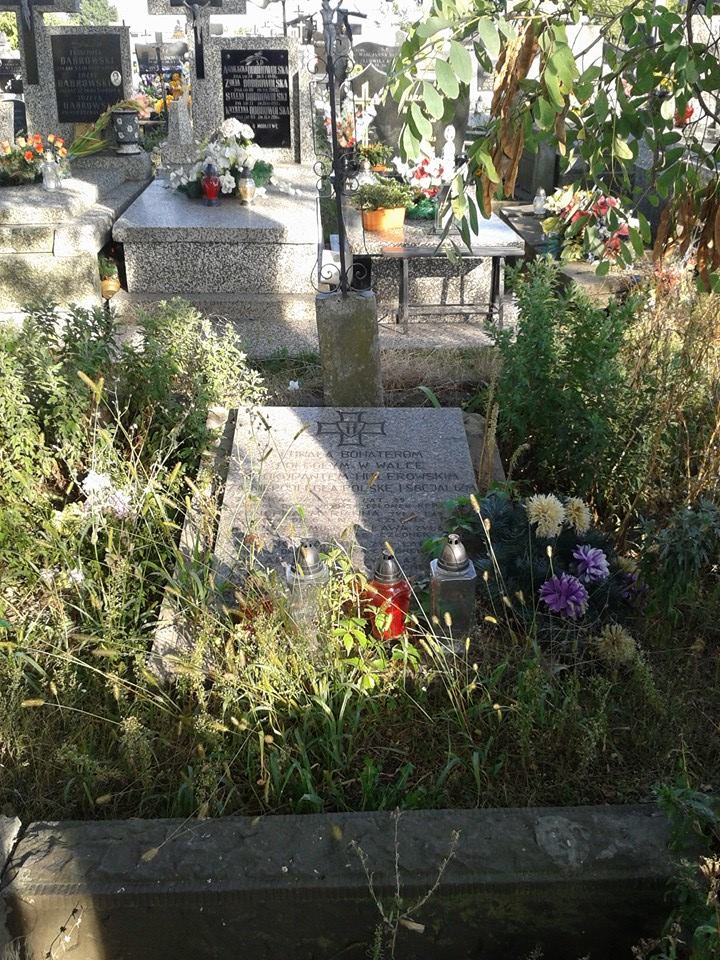
Grobowiec bojowników PPR na starym cmentarzu w Ząbkach

Leon Konopka (ps. Dziobaty) (ur. 11 kwietnia 1880 w Warszawie, zm. 24 września 1950 w Drewnicy) – polski robotnik, działacz komunistyczny.

## Życiorys
Z zawodu był stolarzem i cieślą, od 1903 działał w SDKPiL, za co był prześladowany przez władze carskie. W 1906 wyjechał do Stanów Zjednoczonych, skąd wrócił w 1914 przed wybuchem I wojny światowej. Został zmobilizowany do armii carskiej, podczas walk przeszedł na stronę rewolucjonistów i walczył z Niemcami w obronie powstającego państwa radzieckiego. Podczas powrotu został aresztowany, zbiegł z konwoju i powrócił do domu rodzinnego w Drewnicy. Nawiązał kontakt z KPRP, następnie wstąpił do Komunistycznej Partii Polski, uczestniczył w strajkach, współorganizował demonstracje, za co był wielokrotnie aresztowany. Podczas okupacji hitlerowskiej współpracował z podziemiem, od 1942 członek Polskiej Partii Robotniczej, członek Gwardii Ludowej-Armii Ludowej. O świcie 6 stycznia 1944 hitlerowcy okrążyli jego rodzinny i podpalili go, w płomieniach zginęła żona Leona Konopki Marianna (ur. 30 stycznia 1886) i ich córka Mieczysława (ur. 14 sierpnia 1925), on sam przebywał wówczas w Warszawie. Po zakończeniu wojny był członkiem Komitetu Gminnego PPR, a następnie Komitetu Powiatowego PZPR. Zmarł w 1950, został pochowany w mogile bojowników PPR na starym cmentarzu w Ząbkach, obok żony i córki.